# Desert Eagle
A Desert Eagle, (magyarul: Sivatagi Sas) úgy is ismert mint Magnum Eagle, egy öntöltő pisztoly, amelyet az  amerikai Magnum Research Inc. és az Israel Military Industries Ltd. fejlesztett ki. Eredetileg csak egyetlen .357 Magnum kaliberű változat volt kapható, de mára a fegyver jellegzetessége lett, hogy különösen sok változata van. Az elérhető kaliberek a .44 Magnum, .41 Magnum, .50 Action Express és .440 Cor-Bon kalibererekkel bővültek, illetve több különböző csőhosszal és változatos, akár arany bevonattal is rendelhető.
A Magnum Research több különböző változatú, rövid hátrasiklásos Jericho 941 pisztolyt is piacra dobott a  Baby Eagle név alatt, de
ezek szerkezetileg teljesen különböznek, csupán a külső formatervezése hasonló az eredeti Desert Eagle-hez.

## Szerkezeti kialakítása

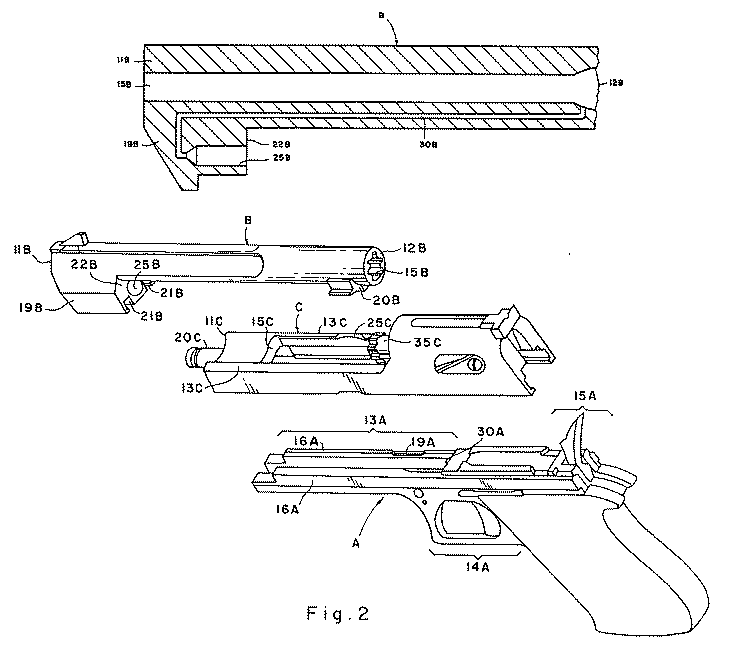
Szerkezeti rajzok a 4,619,184 számú szabadalomból, amelyek a Desert Eagle gázdugattyús mechanizmusát mutatják

Az eredeti terveket a Magnum Research-nek dolgozó Bernard C. White készítette, aki egy gázdugattyús mechanizmusú pisztolyt szabadalmaztatott 1983 januárjában. Ez szolgált alapul az 1985 decemberében beadott szabadalomnak, amelyet már az IMI nyújtott be és ez került végül sorozatgyártásra.A gyártást elsősorban az IMI végzi Izraelben. Izraelen kívül pedig kizárólagos forgalmazó a Magnum Research. De egyes példányok (és alkatrészek) korábban Maine és Minnesota államban is készültek.
A fegyver különlegessége, hogy a használt nagy erejű lőszerek (.357 és .44 Magnum) korábban, csak revolverekben voltak használatosak, mivel a hagyományos zárolási megoldásokkal rendelkező öntöltő pisztolyok nem voltak képesek kezelni őket. A .50AE lőszert pedig külön a Desert Eagle-hez fejlesztették ki. A hagyományos rövid és hosszú hátrasiklású rendszerekkel szemben, itt a gépkarabélyoknál használatos gázdugattyús megoldást alkalmazták. Ebben az esetben, egy vékony csatorna vezeti el a lőporgáz egy részét. Ez a gázmennyiség egy hengerbe torkollik, ahol a megnövekvő gáznyomás egy dugattyút tol hátra, ami pedig magát az újratöltő mechanizmust hozza működésbe.
A cső alatt elhelyezkedő két helyretoló rugó és forgó zár adják a pisztoly közismert, szemből háromszögletű profilját és vaskos alakját.
Az akár 10 hüvelyk hosszú csőtől kezdve a kezelőszervekig, szembetűnően minden sokkal nagyobb méretű, mint más pisztolyokon. A vastag markolat miatt az elsütőbillentyű elérése a kisebb kezű, (esetleg női) lövészeknek gondot okozhat.
A nagyon hosszú töltényhüvelyekkel való üzemelés céljából a szán felül teljesen nyitott, így nincs probléma a hüvelykivetéssel.

## Változatai
A mai változatok ( a korai Mark I kivételével) azonos tokra épülnek, így ízlés szerint számos variáció hozható létre. Egy .50 Action Express kaliberű Mark XIX változatból, legalább 8 különféle pisztoly rakható össze.

### Mark I és VII
A Mark I  vagy röviden MK I volt az első sorozatgyártású modell .357 Magnum és .44 Magnum kaliberben. Acél illetve alumíniumötvözet tokkal volt forgalomban, ami kisebb méretű volt mint a ma is használt közös tokok.
A Mark VII vagy röviden MK VII a 90-es évek közepe óta nincs gyártás alatt, de eredeti alkatrészei még mindig kaphatóak.
A Mark I-hez képest újdonság volt a .41 Magnum, majd a .50 Action Express kaliber, illetve az állítható elsütőbillentyű, valamint itt már gyári készletben adták a 6 és 10 inch hosszú csöveket is.

### Mark XIX
A Mark XIX a legújabb napjainkban is gyártott modell, amely .357 Magnum, .44 Magnum, .50 Action Express és .440 Cor-bon töltényekkel üzemel.
A gyári készletben csak a 6 és 10 hüvelyk hosszú csövek találhatóak meg.

### Jericho/Baby Eagle
A korábban Jericho 941 néven ismert Baby Eagle pisztolynak csak külseje és neve hasonlít a Desert Eagle -re, de annál sokkal rövidebb és teljesen más rövid hátrasiklásos elven működik. 9 mm Luger, .40 S&W, .41 Action Express és  .45 ACP töltényekkel működik.

### Micro Desert Eagle (ZVI Kevin)
Szintén csak nevében mutat hasonlóságot a Desert Eagle -el. Egy cseh gyártól vett licencet forgalmazott ezen a néven a Magnum Research. Egyedül .380 ACP tölténnyel működött.

## Felületkezelések, bevonatok
A fegyver egyik különlegessége, hogy számos bevonat és felületkezelés illetve azok kombinációja kérhető hozzá. A teljesség igénye nélkül néhány:
- arany
- fényes nikkel
- selyemfényű nikkel
- matt króm
- polírozott króm
- fényesre polírozott króm
- polírozott, kékített
- színezett titán-nitrid
- egyedi gravírozott és fém-intarziás felületek
- bármelyik kivitel kérhető színarany kezelőszervekkel

## Filmipar és videójátékok
A pisztoly kivételes méretei és az opcionális aranybevonat miatt státuszszimbólumnak számít, így számos akciófilmben illetve videójátékban szerepel, gyakran mint marketing fogás a forgalmazó részéről. A forgalmazó honlapja, illetve a fegyver kedvelői is számon tartják, hogy mely filmekben és videójátékokban szolgált kellékként. A teljesség igénye nélkül néhány, amelyekben látható a fegyver valamelyik változata (részletes listáért lásd források):

### Filmek
- Austin Powers – Aranyszerszám
- Ragadozó 2.
- Blöff (Snatch)
- Borat
- Cliffhanger – Függő játszma
- Nikita
- Charlie angyalai: Teljes gázzal (Charlie's Angels: Full Throttle)
- CSI: New York-i helyszínelők (CSI: NY)
- Desperado
- Mátrix (The Matrix)
- Robotzsaru (RoboCop)
- Underworld
- Logan bosszúja
- Golyózápor
- Öld meg Rómeót!
- Éli könyve
- Párizsból szeretettel (From Paris with Love)
- Dogma (film)

### Videójátékok
- 7.62 High Calibre
- Army of Two
- DAYZ
- Counter-Strike
- Counter-Strike: Source
- Counter-Strike: Global Offensive
- Combat-4
- Fallout
- Fallout 2
- Fallout Tactics
- Far Cry 2 (Eagle .50 néven)
- Far Cry 3 (Eagle .50 néven)
- Grand Theft Auto: San Andreas
- Heavy Rain
- Half-Life: Opposing Force
- Hitman: Contacts
- Hitman: Blood Money
- Max Payne
- S.T.A.L.K.E.R. - Shadow of Chernobyl
- Call of Duty 4: Modern Warfare
- Call of Duty: Modern Warfare 2
- Call of Duty: Modern Warfare 3
- Tomb Raider 3: Adventures of Lara Croft
- Tomb Raider: The Angel of Darkness
- Tomb Raider (videójáték, 2013)
- Grand Theft Auto IV
- Grand Theft Auto V
- Watch Dogs (D50 néven)
- Soldier of Fortune (Silver Talon néven)
- Rainbow Six Lockdown
- Rainbow Six: Siege
- Rainbow Six: Vegas
- Rainbow Six: Vegas 2
- Battlefield Play4Free
- Battlefield 4
- Splinter Cell: Blacklist
- Fortnite
- PlayerUnknown's Battlegrounds